# Famille Ullens de Schooten
 (janvier 2021).
Pour les articles homonymes, voir Ullens.
Cette page explique l’histoire ou répertorie les différents membres de la famille Ullens de Schooten.
La famille Ullens de Schooten est une famille de la noblesse belge.

## Historique
Anoblis en 1693 par le roi Charles II, elle obtient reconnaissance de noblesse en 1816. 
Membre du corps équestre de la province d'Anvers, elle est mentionnée sur la 1re liste officielle des nobles et obtient adjonction du nom "Whettnall" en 1928 et concession du titre de baron transmissible à la primogéniture mâle.
Elle obtient concession du titre de comte transmissible à la primogéniture mâle en 1962.

## Personnages marquants
À cette famille appartiennent :
- François-Godefroid Ullens (1663-1738), chanoine d'Anvers qui obtint l'anoblissement de la famille[1]. ;
- Antoine Ullens (1705-1785), grand aumônier d'Anvers ;
- Joseph Ullens (1739-1807), grand aumônier d'Anvers ;
- Jean Ullens (1740-1826), grand aumônier d'Anvers ;
- François Ullens (1788-1853), maître des pauvres d'Anvers, membre de la Chambre des représentants de Belgique de 1831 à 1842 ;
- Cornelius Floris Ullens, bourgmestre de Schoten de 1830 à 1847 ;
- Herman Ullens (nl) (1825-1895), bourgmestre de Mortsel ;
- Alfons Ullens de Schooten, bourgmestre de Schoten de 1902 à 1912 ;
- Charles Ullens de Schooten (1854-1908), membre de la Chambre des représentants de Belgique de 1892 à 1908 ;
- baron Édouard Ullens de Schooten Whettnall (1898-1991), docteur en droit, ambassadeur du Roi des Belges ;
- comte Charles-Albert Ullens de Schooten (Charly) (1927-2006), mécène, philanthrope et collectionneur d'art
- comte Jean-Charles Ullens de Schooten Whettnall (1965 - ) Producteur, administrateur, chasseur et collectionneur d'art
- baron Guy Ullens de Schooten Whettnall, homme d'affaires, collectionneur d'art, mécène et philanthrope (Ullens Center for Contemporary Art, Ullens School)
- baronne Myriam Ullens (en), entrepreneur et philanthrope, fondatrice de la Fondation Mimi et de la Maison Ullens, épouse de Guy Ullens ;
- Guy Ullens (1935-2025), homme d'affaires, mécène, philanthrope et collectionneur d'art contemporain belge.
- comtesse Madeleine Bernadotte (1938- ), comtesse Charles-Albert Ullens de Schooten Whettnall, fille du prince Carl Bernadotte et de la comtesse Elsa von Rosen.
- Astrid Ullens de Schooten Whettnall (1971), actrice et scénariste.
- Sophie Ullens de Schooten Whettnall (1973), artiste contemporaine.
- Maxime Ullens de Schooten (1985-), entrepreneur et vigneron, fondateur du Champagne Ullens

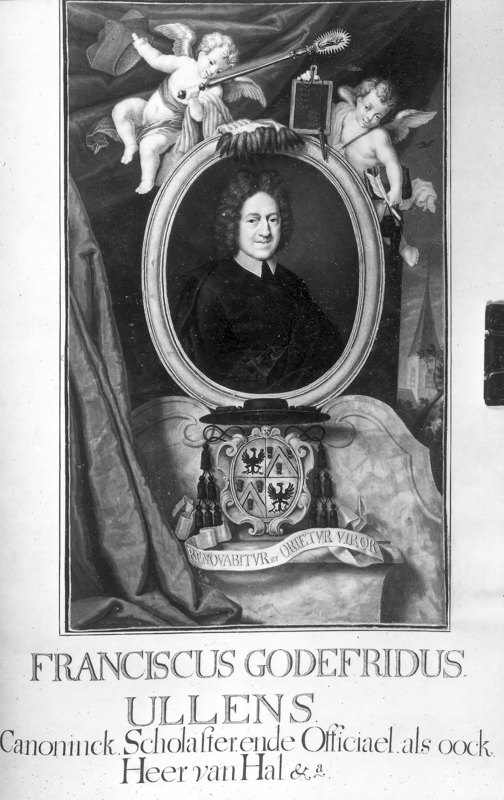
Franciscus Godefridus Ullens
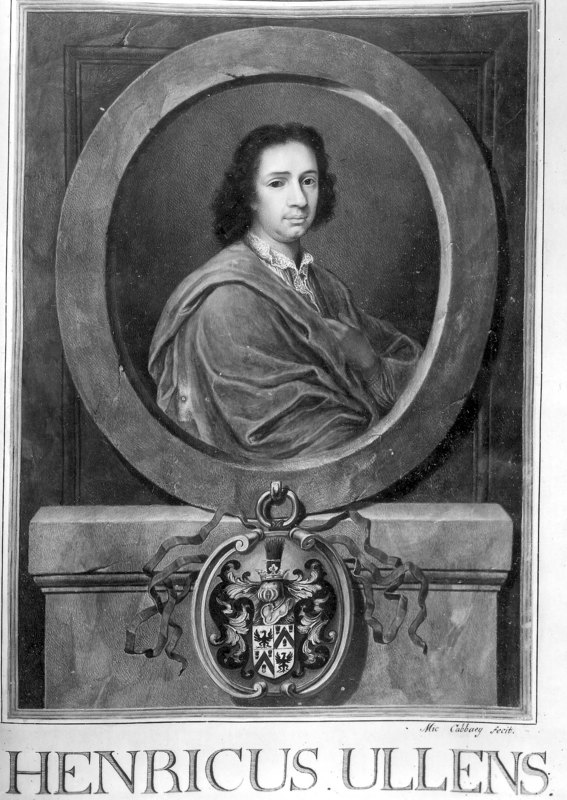
Henricus Ullens
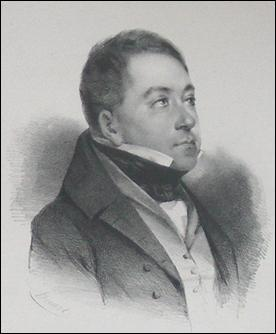
François Gaspar Ullens
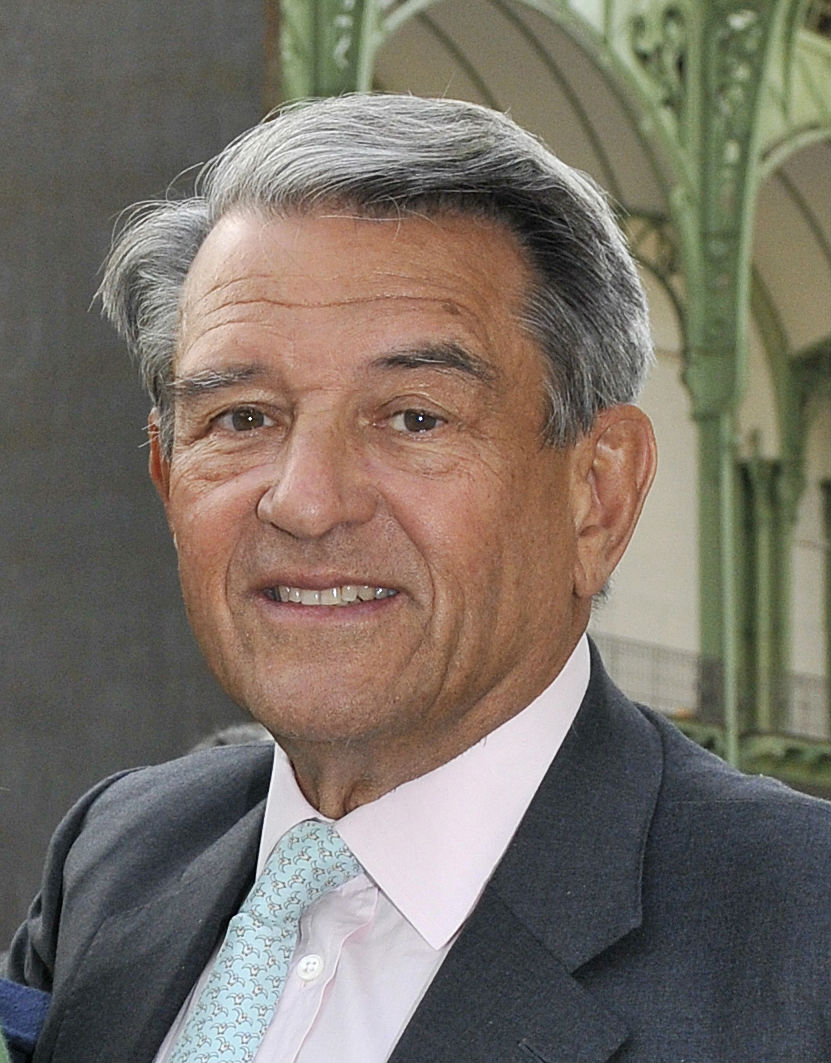
Guy Ullens

### Littérature
- Felix-Victor GOETHALS, Dictionnaire généalogique et héraldique des familles nobles du Royaume de Belgique: N - Z. Table, Volume 4, Polack-Duvivier, 1852
- Charles POPLIMONT, La Belgique héraldique: recueil historique, chronologique, généalogique et biographique complet de toutes les maisons nobles, reconnues de la Belgique ..., Typ. de G. Adriaens, 1867